# Michael Jan de Goeje
Michael Jan De Goeje (født 13. august 1836 i Dronrijp i Friesland, død 16. april 1909 i Leyden) var en hollandsk orientalist.
Efter 1854-60 at have studeret orientalske sprog i Leyden blev han bibliotekar ved Leydens Universitetsbibliotek og fuldendte her den af Reinhart Dozy begyndte katalog over dettes østerlandske håndskrifter. Fra 1866 var han ekstraordinær professor i arabisk ved Leydens Universitet og 1869-1906 ordentlig professor, fra 1869 var han medlem af Videnskabernes Akademi i Amsterdam. Han har udgivet mange arabiske geografiske værker; de fleste i Bibliotheca geographicorum arabicorum (8 bind, 1870-94), hvor særlig de ældste arabiske geografiske skrifter er samlede. Tidligere havde de Goeje udgivet Mémoires d'histoire et de géographie orientales (1862-64), hvoraf en anden omarbejdet udgave udkom 1886. Da den arabiske håndskriftsamling i biblioteket i Leyden var vokset stærkt i de senere år, udarbejdede han en ny Catalogus codicum arabicorum, hvoraf 1. del (af de Goeje og Houtsma) udkom 1888. de Goeje ledede ligeledes udgivelsen af Tabari (1879- 1901), ligesom han også har skrevet talrige afhandlinger i forskellige videnskabelige akademiers skrifter og i orientalske tidsskrifter, blandt andet et skrift om Oxus' gamle flodseng Amu Darja.